# Hungerberg
Hungerberg är en kulle i Österrike.   Den ligger i  förbundslandet Wien, i den östra delen av landet, i huvudstaden Wien. Toppen på Hungerberg är 210 meter över havet.
Terrängen runt Hungerberg är platt åt sydost, men åt nordväst är den kuperad. Terrängen runt Hungerberg sluttar österut. Runt Hungerberg är det mycket tätbefolkat, med 3 022 invånare per kvadratkilometer.. Närmaste större samhälle är Wien, 4,9 km söder om Hungerberg. 
Runt Hungerberg är det i huvudsak tätbebyggt.